# Le Béage
Le Béage är en kommun i departementet Ardèche i regionen Auvergne-Rhône-Alpes i sydöstra Frankrike. Kommunen ligger  i kantonen Montpezat-sous-Bauzon som ligger i arrondissementet Largentière. År 2022 hade Le Béage 255 invånare.

## Befolkningsutveckling
Antalet invånare i kommunen Le Béage
Referens: INSEE